# Supercoupe de l'UEFA 2018
La Supercoupe de l'UEFA 2018 est la 43e édition de la Supercoupe de l'UEFA.
Le match oppose les deux clubs espagnols du Real Madrid, tenant du titre de la compétition et également vainqueur de la Ligue des champions 2017-2018, et de l'Atlético Madrid, vainqueur de la Ligue Europa 2017-2018.
La rencontre se déroule le 15 août 2018 à la Lilleküla Stadium, située à Tallinn en Estonie.
Les règles du match sont celles d'une finale de Coupe d'Europe : la durée de la rencontre est de 90 minutes. S'il y a toujours match nul, une prolongation de deux fois quinze minutes est jouée. S'il y a toujours égalité au terme de cette prolongation, une séance de tirs au but est réalisée. Trois remplacements sont autorisés pour chaque équipe.
L'Atlético de Madrid remporte sa troisième Supercoupe en battant le Real Madrid après prolongation sur le score de 4 buts à 2. Le Real Madrid, vainqueur à quatre reprises de l'épreuve, perd ainsi sa troisième finale de Supercoupe d'Europe.

## Stade
Le Lilleküla Stadium a été désigné comme hôte de la Supercoupe de l'UEFA à l'issue d'une réunion du Comité exécutif de l'UEFA à Athènes le 15 septembre 2016. Il s'agit de la première Supercoupe de l'UEFA se déroulant en Estonie. Par le passé, le stade a notamment accueilli la finale de l'Euro des moins de 19 ans en 2012.
Ouvert en 2001, il s'agit du principal stade de football du pays, abritant les matchs de l'équipe national d'Estonie ainsi que ceux du Flora Tallinn. Sa capacité est de 9 692 places, qui sera augmentée pour l'occasion.

## Match
| 15 août 2018 | Real Madrid                                 | 2 – 4 ap              | Atlético de Madrid                                | Lilleküla Stadium, Tallinn   |                              |
| 21 h 00 CEST | Karim Benzema 27e · Sergio Ramos 63e (pen.) | (1 - 1, 2 – 2, 2 – 4) | 1re 79e Diego Costa · 98e Saúl Ñíguez · 104e Koke | Arbitrage : Szymon Marciniak | Arbitrage : Szymon Marciniak |
| 21 h 00 CEST | Rapport                                     |                       |                                                   | Arbitrage : Szymon Marciniak | Arbitrage : Szymon Marciniak |

| Real Madrid | Atlético de Madrid |

| G               | 1  | Keylor Navas      |           |
| D               | 2  | Dani Carvajal     |           |
| D               | 4  | Sergio Ramos (c)  | 112e      |
| D               | 5  | Raphaël Varane    |           |
| D               | 12 | Marcelo           | 54e       |
| M               | 14 | Casemiro          | 76e       |
| M               | 8  | Toni Kroos        | 102e      |
| M               | 22 | Isco              | 83e       |
| A               | 11 | Gareth Bale       |           |
| A               | 9  | Karim Benzema     |           |
| A               | 20 | Marco Asensio     | 35e 57e   |
| Remplaçants :   |    |                   |           |
| G               | 13 | Kiko Casilla      |           |
| G               | 26 | Andriy Lunin      |           |
| D               | 6  | Nacho             |           |
| D               | 29 | Sergio Reguilón   |           |
| D               | 31 | Javi Sánchez      |           |
| M               | 10 | Luka Modrić       | 57e 101e  |
| M               | 18 | Marcos Llorente   |           |
| M               | 24 | Dani Ceballos     | 76e 90+1e |
| M               | 27 | Federico Valverde |           |
| A               | 17 | Lucas Vázquez     | 83e       |
| A               | 21 | Borja Mayoral     | 102e      |
| A               | 28 | Vinícius Júnior   |           |
| Entraîneur :    |    |                   |           |
| Julen Lopetegui |    |                   |           |

| G             | 13 | Jan Oblak         |            |
| D             | 20 | Juanfran          |            |
| D             | 15 | Stefan Savić      |            |
| D             | 2  | Diego Godín (c)   |            |
| D             | 21 | Lucas Hernández   |            |
| M             | 11 | Thomas Lemar      | 90+1e      |
| M             | 14 | Rodri             | 71e        |
| M             | 8  | Saúl Ñíguez       |            |
| M             | 6  | Koke              |            |
| A             | 19 | Diego Costa       | 62e 109e   |
| A             | 7  | Antoine Griezmann | 57e        |
| Remplaçants : |    |                   |            |
| G             | 1  | Antonio Adán      |            |
| G             | 37 | Alex Dos Santos   |            |
| D             | 3  | Filipe Luís       |            |
| D             | 4  | Santiago Arias    |            |
| D             | 24 | José Giménez      | 109e       |
| M             | 5  | Thomas Partey     | 90+1e      |
| M             | 23 | Vitolo            | 71e 105+3e |
| M             | 30 | Roberto Olabe     |            |
| A             | 9  | Nikola Kalinić    |            |
| A             | 10 | Ángel Correa      | 57e 60e    |
| A             | 18 | Gelson Martins    |            |
| Entraîneur :  |    |                   |            |
| Germán Burgos |    |                   |            |